# Sylvisorex morio
Sylvisorex morio är en art i familjen näbbmöss som först beskrevs av Gray 1862.  Sylvisorex morio ingår i släktet Sylvisorex. IUCN kategoriserar arten globalt som starkt hotad. Inga underarter finns listade i Catalogue of Life.
Arten förekommer endemisk i bergstrakter kring berget Kamerun från 1200 meter över havet uppåt. Habitatet utgörs av fuktiga bergsskogar.